# نانومانگا
نانومانگا (به لاتین: Nanumanga) یک جزیره در تووالو است.

## خصوصیات
نانومانگا ۳ کیلومترمربع مساحت و ۵۸۹ نفر جمعیت دارد.